# Pteronymia tigranes
Pteronymia tigranes är en fjärilsart som beskrevs av Frederick DuCane Godman och Osbert Salvin 1879. Pteronymia tigranes ingår i släktet Pteronymia och familjen praktfjärilar. Inga underarter finns listade.